# Estallo
Estallo es una localidad y antiguo municipio de España, perteneciente al actual municipio de Caldearenas, en la comarca oscense del Alto Gállego, en Aragón.

## Demografía

### Localidad
Datos demográficos de la localidad de Estallo desde 1900:
| 70                    | 70 | 61 | 48 | 32 | 32 | 42 | 25 | 21 | 14 | 7 | 8 | 9 |
| (Fuente: IAEST e INE) |    |    |    |    |    |    |    |    |    |   |   |   |

- Datos referidos a la población de derecho.

### Antiguo municipio
Datos demográficos del municipio de Estallo desde 1842:
| 43            | -- | -- | -- | -- | -- | -- | -- |
| (Fuente: INE) |    |    |    |    |    |    |    |

- Entre el censo de 1857 y el anterior, este municipio desaparece porque se integra en el de municipio de Aquilué.
- Datos referidos a la población de derecho, excepto en los censos de 1857 y 1860 que se refieren a la población de hecho.